# Нерадько, Александр Васильевич
Алекса́ндр Васи́льевич Нера́дько (род. 4 апреля 1961, Москва, СССР) — российский авиационный инженер, государственный деятель, руководитель ряда органов исполнительной власти Российской Федерации.

## Биография
В 1984 году окончил Московский институт инженеров гражданской авиации.
С 1985 по 1987 год — авиатехник, инженер смены авиационно-технической базы Внуковского производственного объединения. В 1987 году назначен старшим экспертом в Государственной комиссии по надзору за безопасностью полётов воздушных судов при правительстве СССР (Госавианадзор СССР). В 1992 году занял должность начальника отдела расследований авиапроисшествий Межгосударственного авиационного комитета.
В 1993 году стал начальником отдела организации расследования авиационных происшествий Главной инспекции по безопасности полётов гражданских воздушных судов Российской Федерации Департамента воздушного транспорта Министерства транспорта Российской Федерации. В 1996—1997 годах — заместитель начальника Главной инспекции по безопасности полётов гражданских воздушных судов Российской Федерации Федеральной авиационной службы России, с 1997 года — начальник Управления государственного надзора за безопасностью полётов Федеральной авиационной службы России, Федеральной службы воздушного транспорта России.
В 2000 году возглавил Государственную службу гражданской авиации Министерства транспорта Российской Федерации и с занятием должности первого заместителя министра транспорта Российской Федерации.
В 2004 году назначен руководителем Федеральной службы по надзору в сфере транспорта (Ространснадзора) в составе Минтранса. В 2005—2009 годах — руководитель Федеральной аэронавигационной службы.
В декабре 2009 года назначен руководителем Федерального агентства воздушного транспорта (Росавиации), став пятым руководителем организации за пять лет. В 2010 году провёл преобразования агентства, изменив организационную структуру и заменив часть заместителей.
6 марта 2020 года назначен первым заместителем Министра транспорта Российской Федерации, сохранив должность руководителя Росавиации.
14 января 2021 года освобождён от должности первого заместителя Министра транспорта Российской Федерации.
15 сентября 2023 года освобождён от должности руководителя Федерального агентство воздушного транспорта (Росавиации).

## Критика
В феврале 2018 года, после крушения самолета Ан-148 «Саратовских авиалиний» заслуженный лётчик-испытатель Российской Федерации Магомед Толбоев возложил на Александра Нерадько прямую ответственность в резком снижении уровня квалификации гражданских пилотов в России, что и стало, по его мнению, причиной большого количества авиакатастроф в последние годы.
По результатам расследования этой катастрофы были аннулированы свидетельства пилотов многих выпускников Южно-Уральского государственного университета и Челябинского лётного училища гражданской авиации, где проходил подготовку второй пилот разбившегося самолёта, несмотря на то, что именно второй пилот пытался предпринять правильные действия во время развития особой ситуации в полёте, а «спасти» падающую машину ему помешал командир воздушного судна.
Представления об отставке Александра Васильевича с занимаемой должности в связи с нарушениями воздушного законодательства поступали из Генеральной прокуратуры Российской Федерации и неоднократно из Министерства транспорта Российской Федерации.

## Иные должности
- С 2001 года председатель правительственной Комиссии Российской Федерации по делам Международной организации гражданской авиации (ИКАО).
- С августа 2003 года — член совета директоров аэропорта «Шереметьево» в качестве представителя государства.
- С ноября 2003 по июль 2004 года — член совета директоров «Аэрофлота» в качестве представителя государства.
- С сентября 2003 года — член Правительственной комиссии по транспортной политике.
- С июня 2004 года — член Морской коллегии при Правительстве Российской Федерации.
- С 8 октября 2007 года — член Правительственной комиссии по вопросам экономической интеграции.

## Семья
Женат, имеет сына, проживающего во Франции.

## Награды
- Благодарность Правительства Российской Федерации (14 сентября 2023) — за большой вклад в развитие отечественной гражданской авиации и многолетнюю добросовестную работу
- Орден «За заслуги перед Отечеством» III степени (2023)[14]
- Почетная грамота Президента Российской Федерации (11 марта 2020) "За большой вклад в реализацию проекта строительства международного аэропорта Саратов (Гагарин) и многолетнюю добросовестную работу"  [15]
- Медаль ордена «За заслуги перед Отечеством» I степени
- Юбилейная медаль «100 лет гражданской авиации России» (2023)[16]
- Медаль «За заслуги перед Республикой Карелия» (14 августа 2020) — за высокие достижения в профессиональной деятельности и заслуги перед Республикой Карелия и её жителями
- Медаль Столыпина П. А. II степени (2 апреля 2016) — за заслуги в решении стратегических задач социально-экономического развития страны и многолетний добросовестный труд[17]
- Медаль Минтранса России «За заслуги в развитии транспортного комплекса России» (2005)[18]
- Медаль «За особый вклад в развитие Кузбасса» I степени (8 августа 2001) — за многолетнюю плодотворную работу, высокий профессионализм, значительный вклад в социально-экономическое развитие области[19]

## Классный чин
- Действительный государственный советник Российской Федерации 1 класса (5 сентября 2002 года)

## Прочее
В 1980 году выполнил норматив мастера спорта СССР по прыжкам в высоту.